# Mărculești (Ialomiţa)
Pour les articles homonymes, voir Mărculești.
Mărculești est une commune du județ de Ialomița en Roumanie.